# 牛乃文
牛乃文（1923年—2010年），别名文克祥，男，直隶（今河北）高阳人，中华人民共和国政治人物，曾任哈尔滨市政协副主席、党组副书记，中国美术家协会理事。